# Altavilla Irpina
Altavilla Irpina là một đô thị ở tỉnh Avellino, Campania, phía nam Italia.
Thị xã này có nhà ga đường sắt trên tuyến Avellino-Benevento.